# Солодухін В'ячеслав Сергійович
В'ячеслав Сергійович Солодухін (рос. Вячеслав Сергеевич Солодухин; 31 липня 1988, м. Ленінград, СРСР) — російський хокеїст, нападник. Виступає за «Салават Юлаєв» у Континентальній хокейній лізі. 
Вихованець хокейної школи СКА (Санкт-Петербург). Виступав за СКА-2 (Санкт-Петербург), Спартак (Санкт-Петербург), СКА (Санкт-Петербург), ХК ВМФ (Санкт-Петербург), «Ільвес» (Тампере), «Сибір» (Новосибірськ), «Локомотив» (Ярославль), «Витязь» (Подольськ, Московська область), «Ак Барс» (Какзань). 
В чемпіонатах Фінляндії — 3 матчі (0+0)
Представник другого покоління спортивної династії Солодухіних: його батько і дядько захищали кольори ленінградського СКА і збірної Радянського Союзу.